# Michel Smith
Pour les articles homonymes, voir Smith.
Michel Smith (1958, Laval, Québec, Canada) est un compositeur et artiste multidisciplinaire québécois.
Il obtient une maîtrise en composition de la Faculté de musique de l'Université de Montréal. Il s'intéresse à l'électroacoustique et à l'installation sonore et vidéographique, tout en créant de nouveaux instruments de musique.
De 1985 à 1986, il deviendra le claviériste compositeur du groupe « Madame ».
En 1988, il présente des installations vidéos-musicales au festival New Music America de Miami. En 1989 et 1990, il crée des pièces mixtes pour instruments et bande son, soit FIX pour 6 violoncelles et Tolfle pour flûtes et d'autres instruments de sa création. Il présente également un opéra, Le disque vert et ses clartés sur un livret de Pascale Malaterre, au festival Montréal musiques actuelles (New Music America).
En 1990, il apparait sur la compilation CD Électro clips et collabore avec différents artistes de l'art audio et de la musique expérimentale, notamment André Éric Létourneau.
En 1992, il crée l'Ensemble Karel, appelé à l'origine l'Orchestre Vélo, avec le sculpteur Paskal Dufaux, constitué de vélos sonores qui forment un orchestre ambulant. Il offrira des prestations au Canada, aux États-Unis, à Singapour et à Amsterdam. Depuis 1995, il crée les instruments, dirige, interprète et compose au sein de cet ensemble. 
Il crée la trame sonore pour diverses œuvres au cinéma, à la télévision ou à l'opéra. Il est particulièrement prolifique au théâtre et collabore avec de nombreux metteurs en scènes québécois, dont André Brassard, Robert Lepage, Lorraine Pintal, Serge Denoncourt, René-Daniel Dubois, Alice Ronfard, Yves Sioui et René Richard Cyr.
En 1997, il crée et présente l'œuvre sonore Macaques lors des Symphonies portuaires de Montréal. En 1998, il obtient le prix de la Fondation Jean-Paul-Mousseau pour l'ensemble de son œuvre musicale composée pour le théâtre lors du Gala des masques.
En 2000, il apparaît en tant que musicien sur l'album éponyme du chanteur québécois Bori.
En 2001, il crée la trame sonore du spectacle à grand déploiement Kosmogonia, présenté à la Cité de l'Énergie de Shawinigan et également offert en album. En 2004, il compose une œuvre musicale pour 18 musiciens et d'une durée de 90 minutes. Le spectacle, intitulé NEM it, célèbre le 15e anniversaire du Nouvel Ensemble Moderne de Montréal, dirigé par Lorraine Vaillancourt.
En 2003 et 2004 il a été professeur invité en composition à la Faculté de musique de l'Université de Montréal.
En 2015, son théâtre instrumental J’m’en sax !, une commande du quatuor de saxophones Quasar, a reçu le prix Opus du concert de l’année dans la catégorie musiques actuelle et électroacoustique.